# Chapelle Sainte-Claire d'Annonay
Pour les articles homonymes, voir Chapelle Sainte-Claire (homonymie).
La chapelle Sainte-Claire est une ancienne chapelle située à Annonay, en France.

## Description
La chapelle Sainte-Claire est de style gothique. Elle ne comporte qu'une seul nef. Au-dessus d'un ancien portail se trouve un oculus d'une très grande beauté . Elle est à l'origine la chapelle d'un couvent dont les bâtiments groupés autour d'un cloître se trouvait au nord de l'édifice. Elle s'inspirait de la chapelle du collège d'Autun situé à Paris.

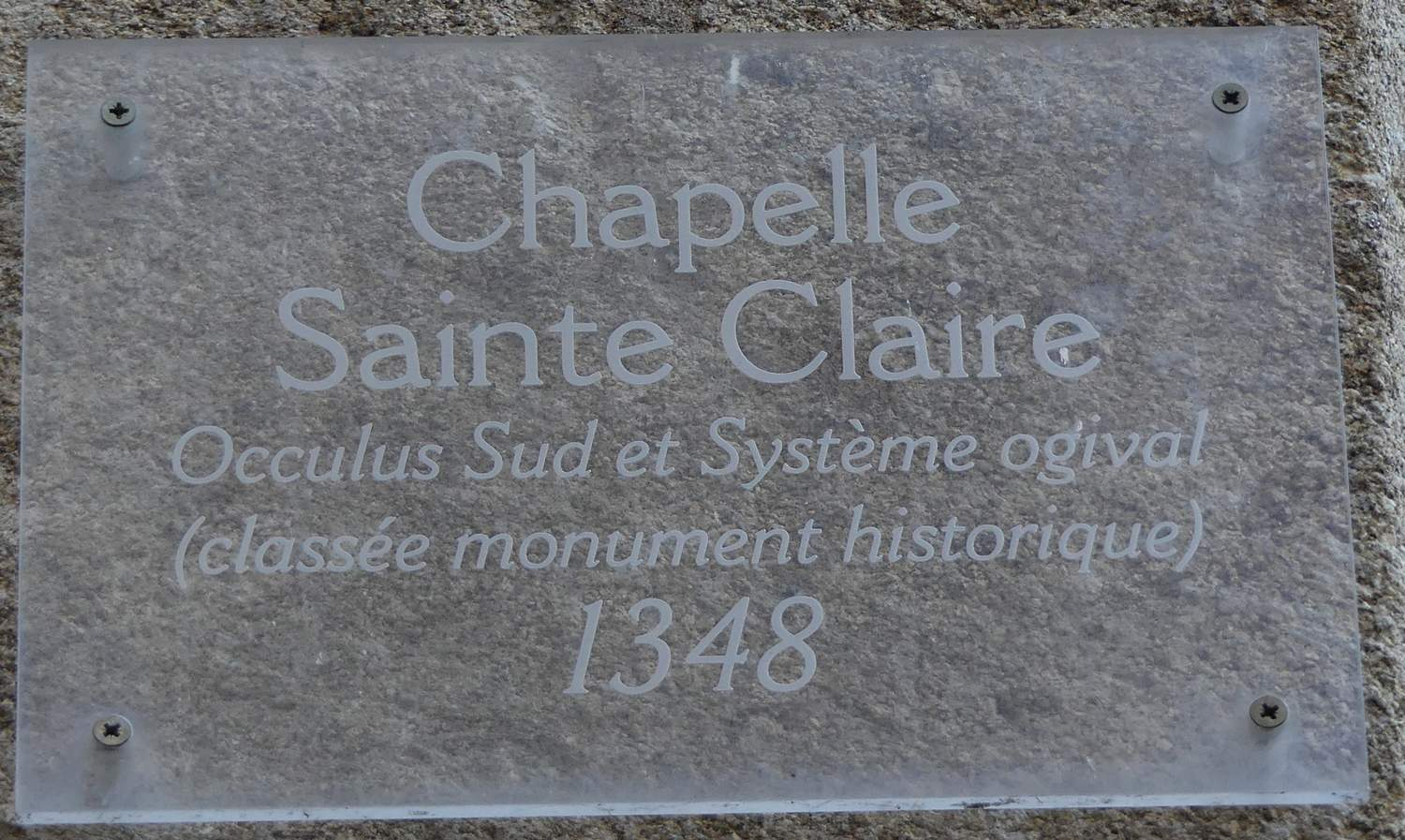
Plaque informative.

## Localisation
La chapelle est située sur la commune d'Annonay entre la rue Sadi-Carnot et l'avenue de l'Europe, dans le département français de l'Ardèche.

## Historique
Dès le XIIIe siècle, des clarisses s'implantent à Annonay. Leur couvent est reconstruit au milieu du XIVe siècle, grâce au cardinal Pierre Bertrand sur un autre site. La chapelle conventuelle est détruite une première fois pendant les guerres de Religion en 1574. Ses voûtes sont alors remplacées par un plafond à caisson peint en hommage au cardinal Bertrand. 
Fermés à la vie religieuse et vendus comme bien national durant la Révolution, ces lieux deviennent : temple protestant, entrepôt de papier, carrosserie, gendarmerie, école, skating. Les bâtiments conventuels sont démolis en 1912 à l'exception de la chapelle transformée en salle de cinéma après la Première Guerre mondiale.
Tout comme cette salle, le plafond peint du XVIe siècle est détruit par un incendie en 1938. Reconstruite comme salle de cinéma en 1946 - 1947 et 1959 (après un autre incendie), l'ex-chapelle accueille en 1982 les messes dominicales de l'église Saint-François durant ses travaux de réfection.
Menacée de destruction, l'édifice est classé au titre des monuments historiques en 1984.  Profondément restaurée par la suite, elle est transformée en commerce dans le milieu des années 1990.
En 2002 son vocable inspire les responsables catholiques locaux lors de la création de la paroisse nouvelle d'Annonay, de Roiffieux et de la vallée de la Vocance. Ce choix est présenté en ces termes aux paroissiens lors de la célébration d'inauguration le 6 avril 2003 :  « Pourquoi avoir choisi sainte Claire comme patronne de notre nouvelle paroisse ? D'abord pour des raisons liées à l'histoire. Il y a eu très tôt à Annonay l'implantation d'un monastère de clarisses : en 1226 (du vivant de sainte Claire d'Assise). Dans un premier temps sur les bords de la Cance, pratiquement à l'emplacement de l'église Saint-Joseph. Puis le monastère a été déplacé en 1348 près du faubourg de la Récluzière, au bord de la Deûme ; là où on voit encore aujourd'hui les restes d'une chapelle gothique. (Cette implantation dès le XIIIe siècle suivait de peu celle des frères mineurs franciscains -qu'on appellera ensuite « cordeliers ». On dit qu'Annonay fut la première implantation de franciscains en France, en 1223). Mais surtout, on a choisi sainte Claire parce que c'est une sainte « jeune » : elle s'engage vers l'âge de 17-18 ans à la suite de saint François. Elle est « libre » : elle rompt avec son milieu familial pour se consacrer à Dieu ; elle choisit le « privilège » de la pauvreté. Comme son nom en est le signe, elle a été un signe lumineux dans une époque troublée : elle a vécu une vraie réforme, un retour à l’Évangile, à l'essentiel. Elle peut être encore ce signe lumineux pour notre communauté, pour notre paroisse d'Annonay - Vocance : elle nous invite à la confiance, à la fraternité, à la liberté, à la solidarité. A un monde en quête de sens, elle propose les valeurs toutes simples de l’Évangile de Jésus. Elle est fêtée le 11 août. »